# TBL1XR1
El receptor 1 de la transducina beta tipo 1X-linked (TBL1XR1) es una proteína codificada en humanos por el gen TBL1XR1.
La proteína codificada por este gen presenta una secuencia similar a la que poseen los miembros de la familia de proteínas que contienen repeticiones WD40. El grupo WD40 es una extensa familia de proteínas que parecen poseer una función reguladora. Se piensa que las repeticiones WD40 median en interacciones proteína-proteína. Los miembros de esta familia están implicados en transducción de señales, procesamiento del ARN, regulación de la expresión génica, tráfico vesicular, ensamblaje del citoesqueleto, y podrían desempeñar un papel en el control de la diferenciación celular. La proteína TBL1XR1 es un receptor celular de la transducina beta tipo 1X-linked (TBL1X), que es una subunidad del correpresor SMRT (mediador de silenciamiento para receptores retinoides y tiroideos) junto con la histona deacetilasa 3.

## Interacciones
La proteína TBL1XR1 ha demostrado ser capaz de interaccionar con:
- NCOR1[4][5][2]